# Microterys nietneri
Microterys nietneri és una espècie d'himenòpter apòcrit de la família Encyrtidae de distribució subtropical originari de l'Àsia oriental És un parasitoide de la caparreta blanca (Ceroplastes sinensis) i la caparreta blanca de Florida (Ceroplastes floridensis).

## Descripció
El cos mesura uns 0,87-1,5 mm de llargària, les femelles tenen el cos i el cap ataronjats, quasi sense lluentor metàl·lica. Les antenes són tricolors, el pedicel i els primers artells del funicle són grocs, la resta del funicle blanc i la maça negra. Les ales també presenten un patró de bandes fosques molt característic provocat pel fumat de la membrana alar. Els mascles són més menuts, negre-verdosos i metàl·lics amb les antenes i les potes blanques. A més les antenes són piloses.

## Biologia
Aquesta espècie es comporta com un endoparasitoide solitari quan parasita a les caparretes blanques mentre que quan parasita la caparreta blana poden desenvolupar-se diversos parasitoides per coccoïdeus.
La reproducció és per partenogènesi arrenotoca, és a dir, els ous fecundats donaran lloc a femelles diploides mentre que els no fecundats donaran lloc a mascles haploides. Una femella pot arribar a pondre uns 70 ous, normalment en el segon estadi nimfal dels hostes. Pon una mitjana de 4 ous per hoste, més en caparretes grans. La temperatura llindar de desenvolupament es calcula que es troba a uns 10º C i es necessiten 205 graus-dia per completar una generació. La pupació es produeix dins del cos de l'amfitrió. Els adults viuen durant 2-3 setmanes.
Parasita l'estat adult de la caparreta blanca i tots els estadis de la caparreta blana, excepte el primer. S'ha observat puntualment sobre la caparreta negra, la caparreta verda (Pulvinaria psidii) i la caparreta negra del cafè (Saissetia coffeae).

## Control de plagues
Plantar baladre als camps de cultiu on alguns dels hostes de M. nietneri poden esdevindre en plaga pot ser beneficiós, ja que aquesta planta també és hoste d'alguns coccoïdeus als quals parasita (planta búnquer). D'aquesta manera sempre hi haurà hostes alternatius per al parasitoide, afavorint la seua instal·lació en l'agroecosistema.

## Etimologia
- Microterys: provinent del la fusió dels mots grecs: mikrós, μικρός (menut)[7] + terys, τέρυς (feble)[8]
- nietneri: en honor del naturalista prussià John Nietner.[9]

## Taxonomia
- Microterys flavus (Howard, 1881). Va ser descrit a Califòrnia (EUA) com a membre del gènere Encyrtus. Es criava en caparreta blanca (Coccus hesperidum). Va ser sinonimitzat amb M. nietneri per Trjapitzin i Sugonjaev l'any 1987 sobre la base de la comparació de sintips de M. nietneri amb material de M. flavus procedent de Califòrnia, Argentina i de la República de Sud-àfrica. Trjapitzin va estudiar en 2001 els sintips de M. flavus en la col·lecció de la Smithsonian a Washington DC.
- Microterys frontatus (Mercet, 1921). També la va descriure a Espanya com a membre del gènere Encyrtus. Va ser sinonimitzat amb M. flavus per Trjapitzin el 1968. En 1993, V. A. Trjapitzin va estudiar a Madrid la sèrie típica de M. frontatus i es va convéncer novament que la sinonímia era correcta.[2]